# Pieter Hoorens
Pieter Hoorens (Eernegem, 15 september 1864 – Geluveld, 27 juli 1940) was van 1927 tot 1930 burgemeester van Geluveld, een voormalige gemeente in de Belgische provincie West-Vlaanderen.
In 1929 onthulde hij samen met de West-Vlaamse gouverneur Janssens de Bisthoven een gedenkkruis ter nagedachtenis van het regiment South Wales Borderers, dat tijdens de Eerste Wereldoorlog heeft gevochten in de Eerste Slag om Ieper.